# Vigor Lamezia Calcio
A Vigor Lamezia Calcio é um clube de futebol italiano com sede na cidade de Lamezia Terme. Milita na Lega Pro, o terceiro nivel do campeonato italiano de futebol e joga as partidas como mandante no estádio Guido D'Ippolito.

## Elenco atual
- Atualizado em 19 de setembro de 2015.

Legenda
- : Capitão
- : Jogador suspenso
- : Jogador lesionado